# Ampedus rufipennis
Ampedus rufipennis es una especie de escarabajo del género Ampedus, familia Elateridae. Fue descrita científicamente por Stephens en 1830.
Esta especie se encuentra en varios países de Europa. También en Corea. 